# Liste der Persönlichkeiten der Stadt Mansfeld
Die Liste von Persönlichkeiten der Stadt Mansfeld enthält Personen, die in der Geschichte der sachsen-anhaltischen Stadt Mansfeld im Landkreis Mansfeld-Südharz eine nachhaltige Rolle gespielt haben. Es handelt sich dabei um Persönlichkeiten, die Ehrenbürger der Stadt gewesen, in der Stadt Mansfeld und den heutigen Ortsteilen geboren oder gestorben sind oder hier gewirkt haben.
Für die Persönlichkeiten aus den in die Stadt Mansfeld eingemeindeten Ortschaften siehe auch die entsprechenden Ortsartikel.

## Ehrenbürger
- Karl von Hassell (1872–1932), preußischer Verwaltungsbeamter und Parlamentarier

Die aktuelle Hauptsatzung der Stadt Mansfeld lässt die Ernennung von Ehrenbürger bei Zwei-Drittel-Mehrheit der stimmberechtigten Mitglieder der Stadtrates zu.

## Söhne und Töchter der Stadt
- Peter Reinicke (vor 1440–1518), Hüttenmeister, Bergvogt und Ratsherr
- Jacob Luther (1490–1571), Hüttenmeister, Ratsherr und Schultheiß, Bruder des Reformators Martin Luther
- Georg Aemilius (1517–1569), Theologe und Botaniker
- Johann Wigand (um 1523–1587), evangelischer Theologe und Reformator
- Zacharias Praetorius (urspr. Breiter) (1535–1575), Poet und Theologe
- Wolfhart Spangenberg (1567–1636), Dichter von Tierfabeln und Schuldramen
- Georg Engelmann (um 1575–1632), Organist und Komponist des Frühbarock
- Christian Steltzer (1778–1848), Jurist und Beamter.
- Friedrich Wilhelm Leopold Pfeil (1783–1859), geboren in Rammelburg, forstlicher Praktiker, Lehrer und Forstwissenschaftler
- Johann Karl Ehrenfried Kegel (1784–1863), geboren in Rammelburg, Kamtschatka-Erforscher
- Franz Wilhelm Junghuhn (1809–1864), Mediziner und Naturforscher (Pilz- und Pflanzenflora, Entdeckungen und Forschungen in Sumatra und Java)
- Carl Friedrich August Koch  (1820–1890), geboren in Leimbach, Jurist und Versicherungsunternehmer
- Bernhard von Schenck (1851–1934), preußischer Offizier und Verwaltungsbeamter
- Dedo von Schenck (1853–1918), preußischer General
- Eberhard von Krosigk (1855–1932), Generalleutnant und Rechtsritter des Johanniterordens
- Harry Dember (1882–1943), geboren in Leimbach, Physiker und Entdecker des Dember-Effekts
- Arthur Gaebelein (1891–1964), Fußballspieler
- Wolfgang Zeller (1893–1967), geboren in Biesenrode, Komponist von Filmmusik
- Carl Graf von Hardenberg (1893–1965), geboren in Rammelburg, Landwirt, Unternehmer und Landrat des Landkreises Northeim
- Hermann Wolfgang Beyer (1898–1942), geboren in Annarode, Theologe und christlicher Archäologe
- Willy Blume (1913–1995), Lehrer und Politiker (SPD)
- Walter Ernst Fricke (1915–1988), geboren in Leimbach, Astronom
- Curt Gröper (1916–1985), Maler
- Claus Haake (1929–2019), Musikwissenschaftler und Chorleiter
- Roswitha Stolfa (* 1942), Politikerin (PDS/Die Linke)

## Persönlichkeiten, die mit der Stadt in Verbindung stehen
- Hans Luder (1459–1530), Hüttenmeister
- Martin Luther (1483–1546), Mönch und Reformator
- Simon Musaeus (1521–1576), evangelischer Theologe und Reformator, starb in Mansfeld
- Cyriacus Spangenberg (1528–1604), Theologe und Historiker
- Ernst Helbig (1802–1866), Harzmaler, starb in Mansfeld